# Корнарота I (Венеција)
Корнарота I (итал. Cornarotta I) је насеље у Италији у округу Венеција, региону Венето.
Према процени из 2011. у насељу је живело 43 становника. Насеље се налази на надморској висини од 10 м.